# موزه کاستلوکیو

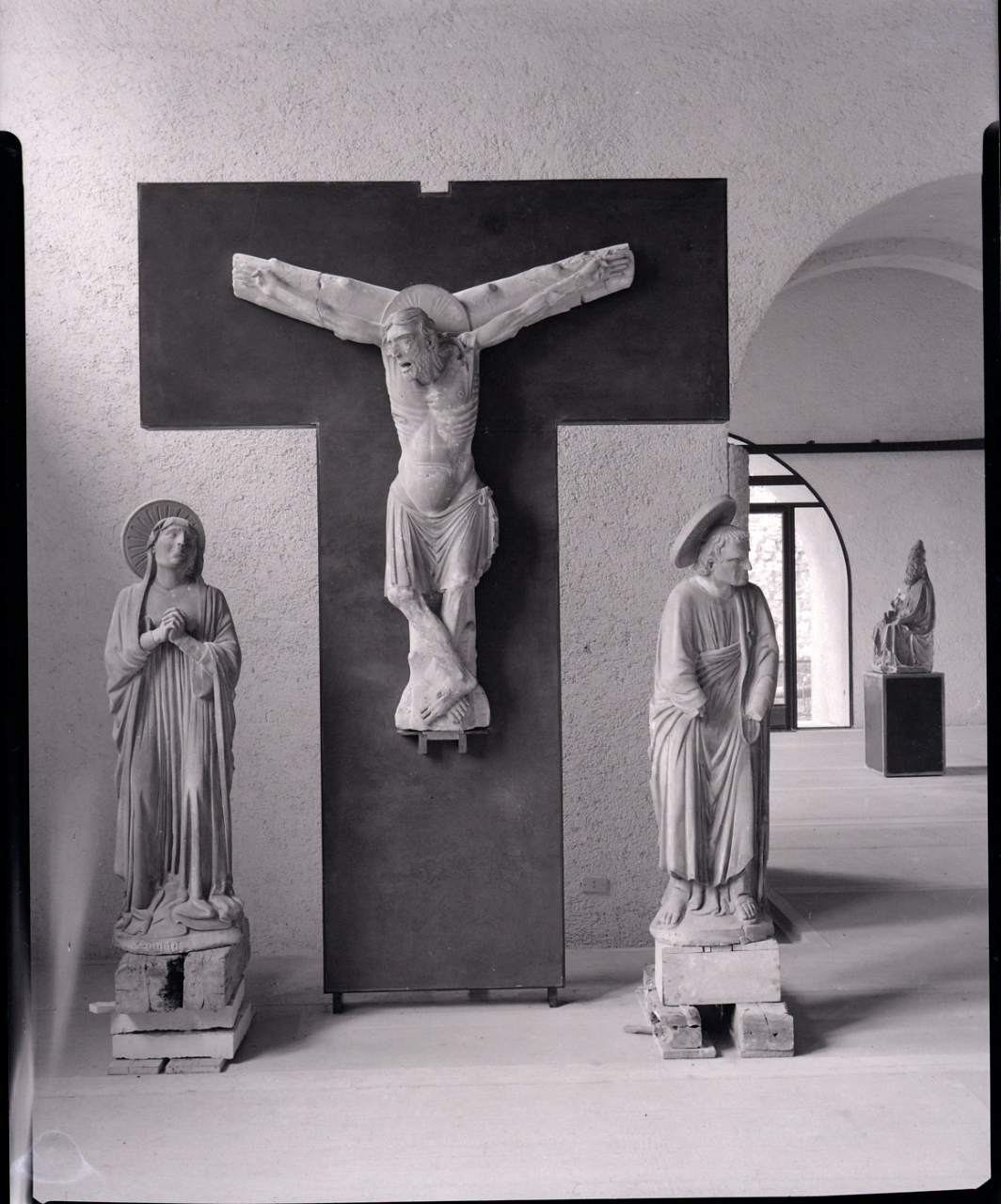
«صلیب عیسی و زاری کنندگان». عکس پائولو مونتی، ۱۹۶۱ (فوندو، پائولو مونتی).

موزه کَستلوِکّیو (به ایتالیایی: Museo Civico di Castelvecchio) موزه‌ای در ورونا در شمال ایتالیا واقع در قلعه قرون وسطایی به همین نام است. مرمت‌های معمار کارلو اسکارپا در سال‌های ۱۹۵۹ و ۱۹۷۳ ظاهر ساختمان و نمایشگاه‌های آن را تقویت را کرده‌است. سبک معماری اسکارپا در جزئیات مانند درگاه‌های راه پله، مبلمان و حتی وسایل طراحی شده برای نگه داشتن یک قطعه خاص از آثار هنری، دیده می‌شود. نو سازی با دقت بین جدید و قدیم تعادل بر قرار کرده‌است، به طوری که قدمت اصلی ساختمان، در جایی که مناسب است به نمایش درآمده است. در آن زمان این رویکرد غیرمعمول بود ولی امروزه تبدیل به یک رویکردی رایح برای نوسازی‌ها شده‌است.

## مجموعه
مجموعه‌ای از مجسمه‌سازی، مجسمه‌ها، نقاشی‌ها، سلاح‌های باستانی، سرامیک‌ها، طلاکاری‌ها، مینیاتورها و چند زنگولهٔ قدیمی در این موزه به نمایش درآمده است.
مجسمه‌ها که بیشتر از دوره رومانسک ورونا هستند؛ عبارتند از:
- سنگ مقبره حکاکی شده سنت سرجیوس و بچوس سال ۱۱۷۹.
- به صلیب کشیده شدن قرن چهاردهم از جنس توف اثر هنرمندی که استادکارِ سنت آناستازیا نامیده می‌شود، از کلیسای سان جیاموکو در تومبا.
- سنت سیسیلیا و کاترینا از همان استادکار.
- سوارکاری مجسمه کانگرانددلا سکالاکه در حال آمدن از مجموعه مقابر اسکالیجر.

نقاشی‌ها شامل:
- مدونای بلدرچین اثر پیزانلو
- مدونای باغ گل سرخ اثر استفانو دا ورونا یا میچلینو دا بسوزو
- مصلوب شدن و مدونا دل'اومیلتا اثر جاکوپو بلینی
- مدونا با کودک اثر جنتیله بلینی
- مدونای بلوط اثر جیرولامو دای لیبری
- خانواده مقدس اثر آندریا مانتینا

تعدادی نقاشی و نقاشی‌های دیواری از قرن چهاردهم میلادی نیز وجود دارد.

## نگارخانه

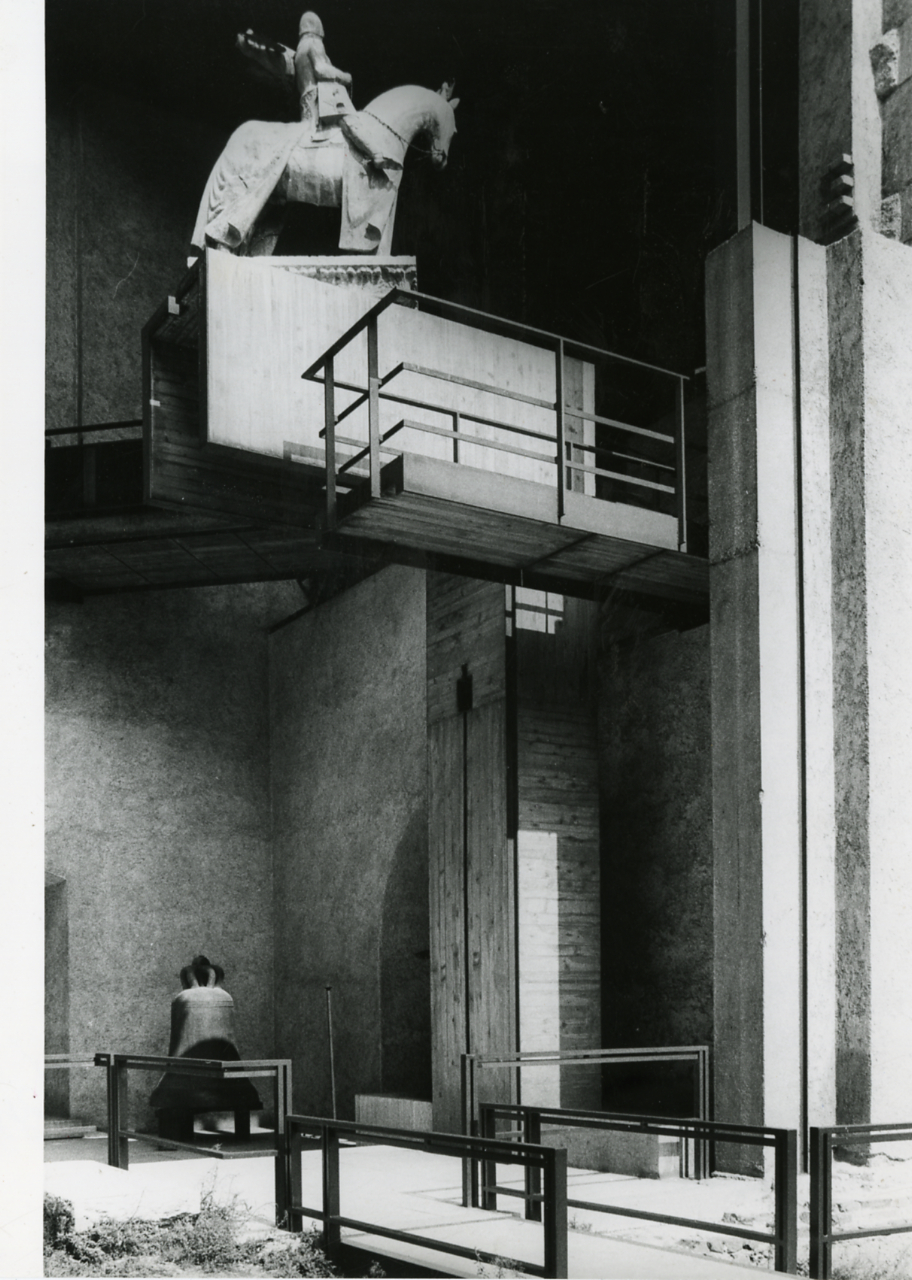
استفاده کارلو اسکارپا از متریال جدید به عنوان بستری برای آثار هنری
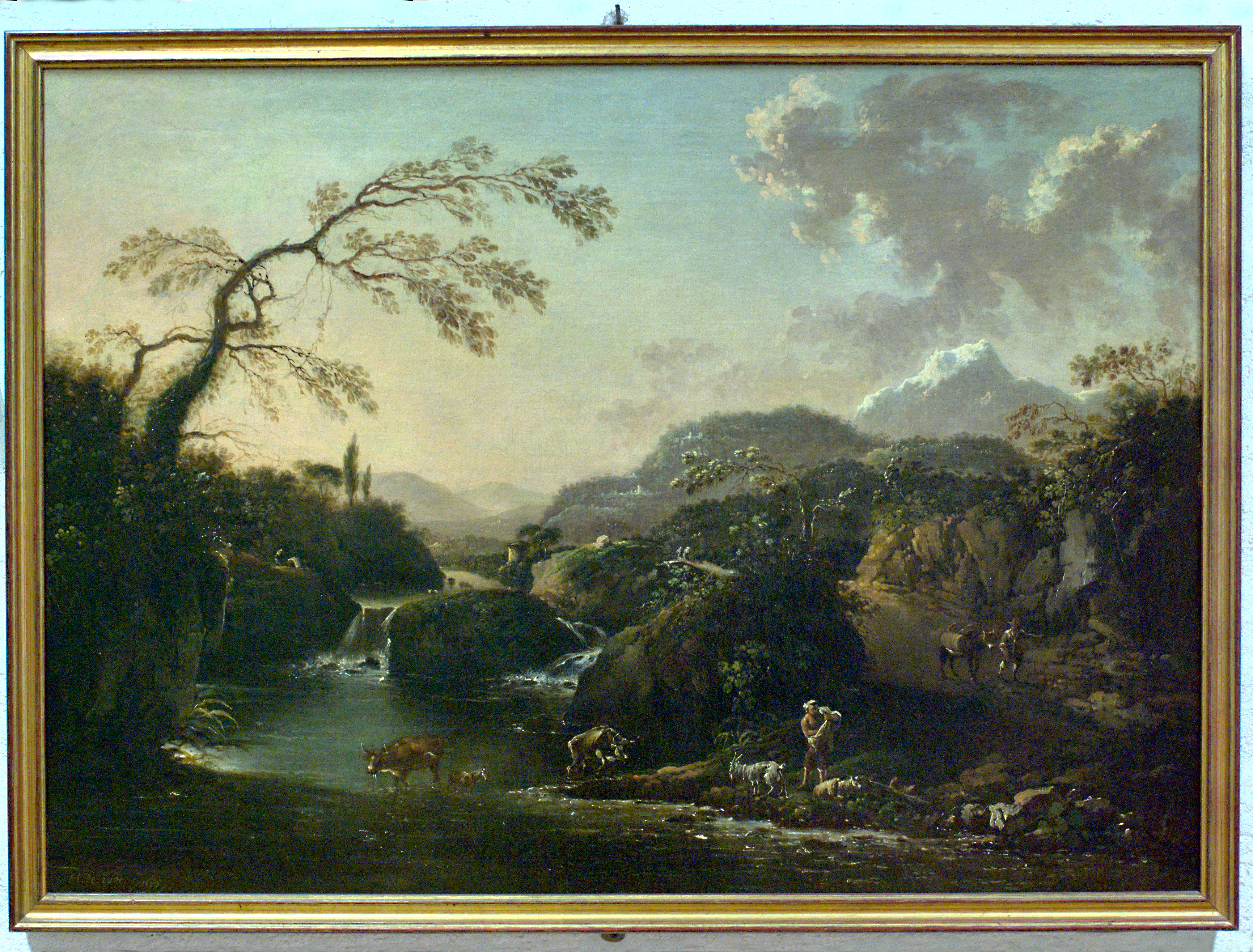
منظره با آبشار اثر هانس دجود، دزدیده شده در سال ۲۰۱۵
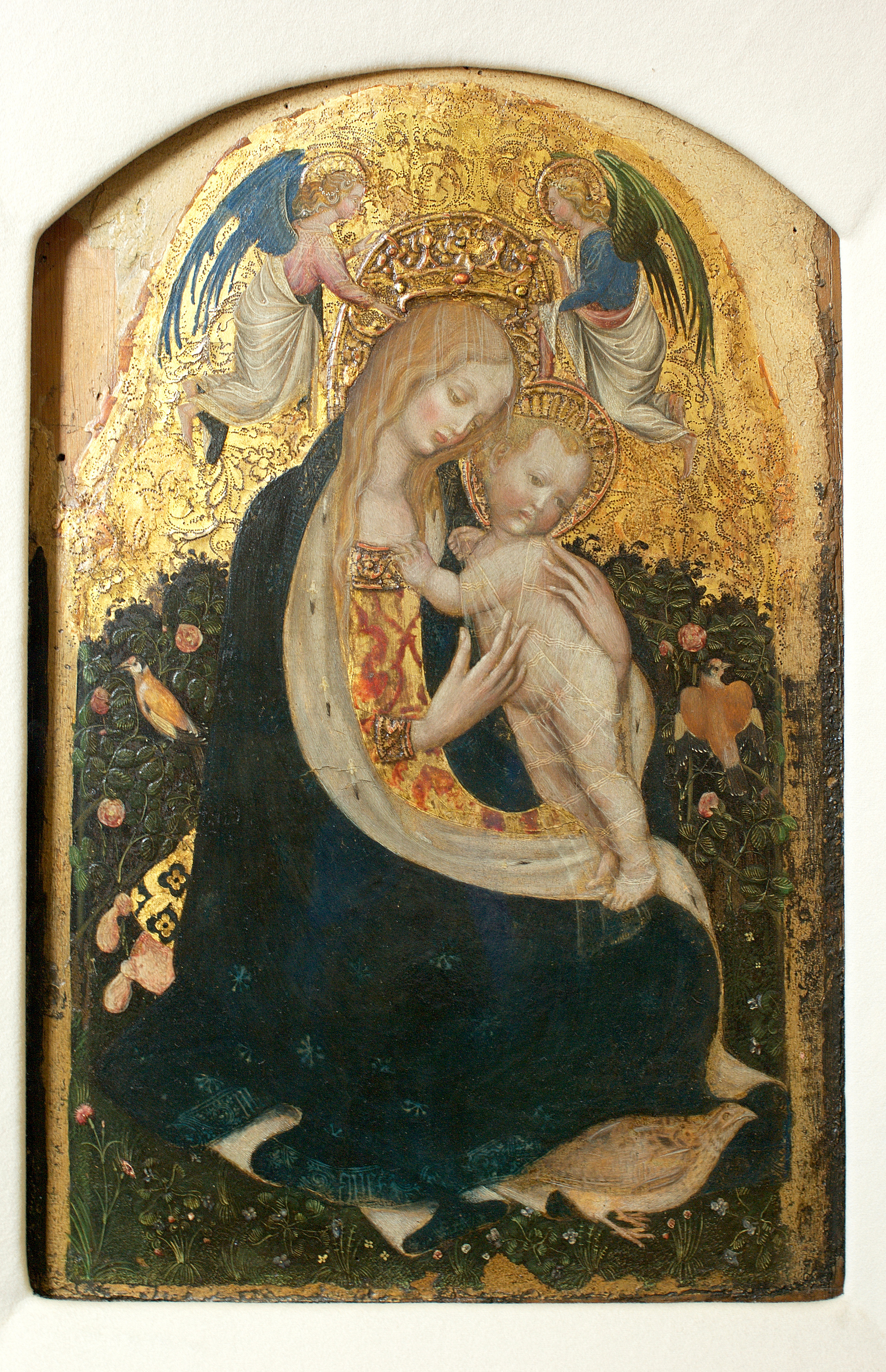
مدونای بلدرچین اثر پیزانلو، دزدیده شده در سال ۲۰۱۵
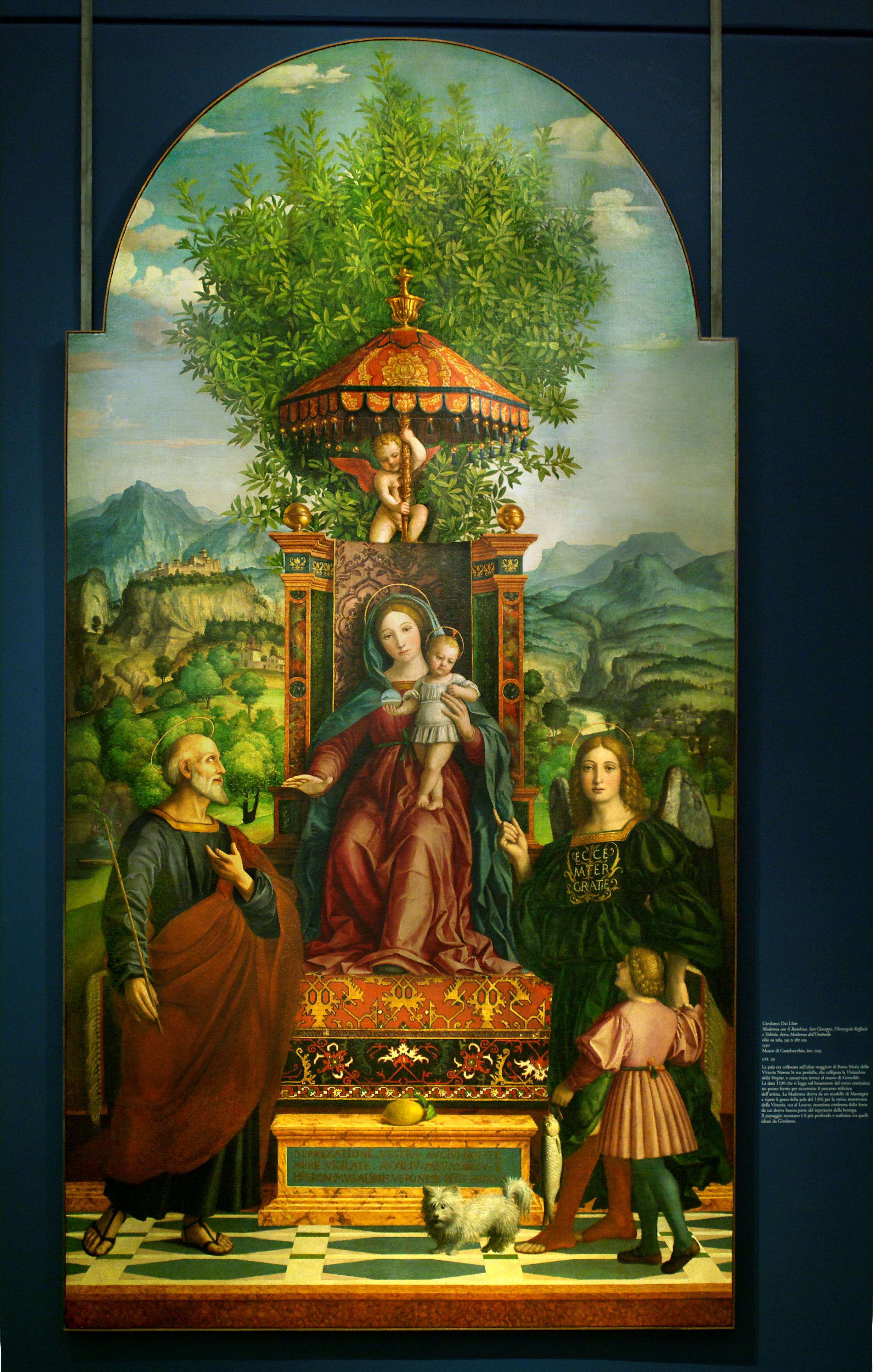
مدونا با چتر اثر جیرالامو دای لیبری
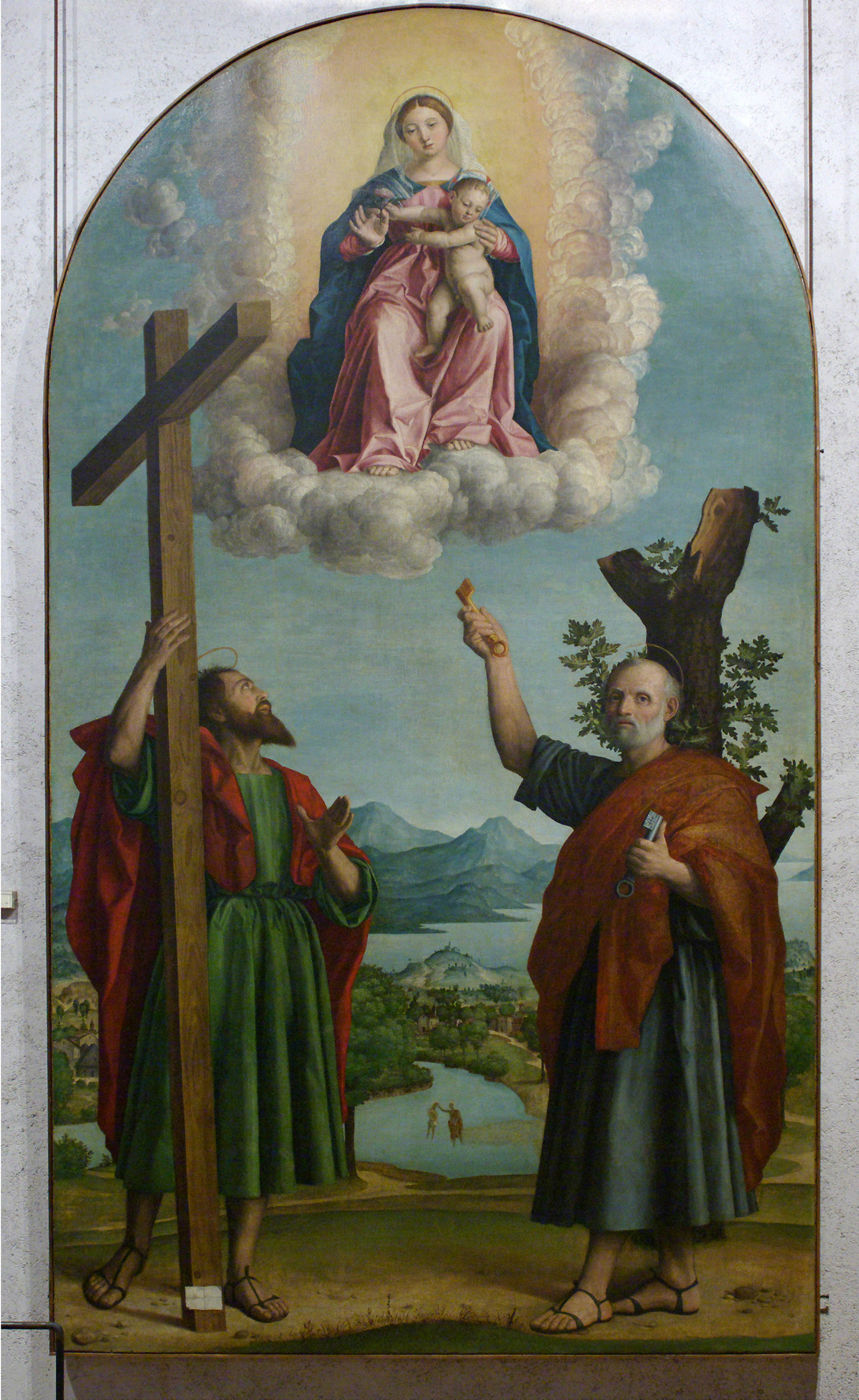
مدونای درخت بلوط اثر جیرالامو دای لیبری

## یادداشت
1. ↑  Stott, Rory (2 June 2017). "Spotlight: Carlo Scarpa". ArchDaily. Retrieved 7 October 2017.